# بیلی استون
بیلی استون (به انگلیسی: Billy Austin) بازیکن فوتبال زادهٔ ۲۹ آوریل ۱۹۰۰ اهل انگلستان بود که سابقهٔ بازی در تیم ملی فوتبال انگلستان را در کارنامهٔ خود دارد. وی در تاریخ ۲۴ اکتبر ۱۹۲۵ تنها بازی ملی خود را در مقابل تیم ملی فوتبال ایرلند شمالی انجام داد.